# حلبي (عائلة)
حلبي أو عائلة حلبي هو اسم اسم عائلة أو نسب عربّي، يشير إلى الأصل من مدينة حلب في سوريا، أو أولئك الذين كانوا يُتاجرون مع سكان مدينة حلب. وينتمي أعضاء إلى طوائف مختلفة منها الإسلامية والمسيحيّة ومذهب التوحيد الدرزي. وفق معطيات دائرة الإحصائيات المركزية في إسرائيل في عام 2017 اسم العائلة الأكثر شيوعًا في الأوساط الدرزيَّة في إسرائيل هو حلبي.